# Cittadinanza greca

Stemma della Repubblica Ellenica

La cittadinanza greca (in greco Ελληνικής ιθαγένειας?) è la condizione che permette ad un individuo di essere riconosciuto come cittadino della Repubblica Ellenica e si basa prevalentemente sullo ius sanguinis. Poiché la Repubblica Ellenica è un paese membro dell'Unione europea i cittadini greci godono automaticamente anche dei diritti dei cittadini europei.
La cittadinanza greca è disciplinata dal Codice della nazionalità greca (legge n° 1438/1984 ed atti seguenti), che ammette anche la detenzione di doppia cittadinanza e la possibilità di naturalizzazione.

## Acquisizione della cittadinanza greca
La cittadinanza greca può essere assunta:
- automaticamente alla nascita per ius sanguinis, ovvero qualora almeno uno dei genitori ne sia già in possesso.[1] Qualora si sia nati al di fuori del matrimonio, si è automaticamente cittadini greci per matrilinearità mentre se solo il padre è cittadino greco bisogna fare richiesta una volta comprovata la paternità e prima del compimento del 18º anno d'età. Si è automaticamente cittadini greci anche qualora si venga adottati da almeno un cittadino greco prima del compimento del 18º anno d'età;
- automaticamente per ius soli, qualora almeno uno dei genitori sia nato in Grecia ed abbia vissuto legalmente e permanentemente nel paese dalla nascita del figlio o qualora chi sia nato in Grecia non possa ereditare alcuna altra cittadinanza, risultando quindi apolide;
- automaticamente per coloro che nati all'estero abbiano avuto genitori viventi legalmente e permanentemente in Grecia per almeno cinque anni ma solo dopo il completamento della scuola primaria;
- automaticamente per coloro che sono etnicamente greci e che si arruolano nelle accademie militari o nelle Forze armate greche a meno che non si sia in stato di mobilitazione o guerra (in tal caso è necessario presentare richiesta presso il Segretario generale della Prefettura);
- automaticamente per tutti coloro che, indipendentemente dall'etnia, vengono ammessi come monaci nei monasteri del Monte Athos;
- su richiesta per ius culturae, per tutti coloro che, residenti legalmente e permanentemente in Grecia, dopo aver completato i primi sei gradi del sistema scolastico greco presentino entro tre anni dal completamento del sesto grado d'istruzione o comunque prima del compimento del 18º anno d'età una dichiarazione per essere iscritti nel registro cittadino del comune di residenza;

### Naturalizzazione
Il Codice della nazionalità greca prevede la possibilità di richiedere la naturalizzazione per coloro che sono etnicamente greci ma nati in altri paesi o a tutti coloro che siano stati residenti legalmente e permanentemente in Grecia per almeno sette anni, ridotti a tre anni per: altri cittadini europei, rifugiati politici riconosciuti, cittadini apolidi, coloro che siano sposati ad un cittadino greco col quale abbiano un figlio o che siano sposati ad un agente diplomatico greco e coloro che abbiano la responsabilità genitoriale di un cittadino greco, a condizione che il bambino non sia divenuto cittadino greco dopo il completamento del sesto anno di studi del sistema scolastico greco. In caso di naturalizzazione i figli del cittadino naturalizzato diventano cittadini greci se celibi e minorenni.
Per richiedere la naturalizzazione è necessario: essere maggiorenni, non essere stati destinatari di sentenze definitive di privazione della libertà per un periodo superiore a sei mesi nel decennio precedente la richiesta e detenere almeno un documento che validi ed attesti la permanenza della residenza in Grecia; inoltre è necessario: avere una buona conoscenza della lingua greca, essere integrati nell'economia e nella vita sociale greca oltre che essere in grado di partecipare alla vita politica. Per coloro che richiedono la cittadinanza sostenendo di essere etnicamente greci, è necessario presentare una documentazione che ne attesti l'ascendenza.
Coloro che vogliono essere naturalizzati cittadini greci devono presentare, alla presenza di due testimoni già cittadini greci, una dichiarazione al sindaco del comune di residenza ed una richiesta formale di naturalizzazione alla Prefettura cui appartiene il comune di residenza, quest'ultima accompagnata da: una copia della dichiarazione consegnata al sindaco, una copia di un documento d'identità valido, un documento che attesti la residenza, il certificato di nascita o titolo equivalente, la busta paga o la dichiarazione dei redditi dell'ultimo anno fiscale, il numero di sicurezza sociale ed una somma variabile dai 100 ai 700 euro.
Affinché la procedura sia completa è necessario prestare un apposito giuramento di fronte al Segretario generale della Prefettura entro un anno dalla pubblicazione della decisione sulla naturalizzazione sulla Gazzetta 

## Libertà di movimento

In azzurro i paesi in cui i cittadini greci hanno totale libertà di movimento; in verde scuro i paesi in non è necessario il visto; nelle altre tonalità di verde i paesi in cui il visto è richiesto; in grigio i paesi dove è necessario un visto antecedente l'arrivo.

I cittadini greci dispongono di un'ampia libertà di movimento che è assoluta negli altri paesi dell'Unione europea (per i quali non è richiesto alcun visto) e non prevede il rilascio del visto d'ingresso in gran parte dei paesi americani (fatta eccezione per Cuba) ed asiatici oltre che in alcuni paesi africani ed oceanici.
Il passaporto greco è considerato tra i più forti, garantendo l'accesso senza visto a 187 paesi, ed è al quinto posto nell'Indice Henley Passport.